# Lamprima imberbis
Lamprima imberbis es una especie de coleóptero de la familia Lucanidae.

## Distribución geográfica
Habita en Australia.